# 10193 Nishimoto
10193 Nishimoto è un asteroide della fascia principale. Scoperto nel 1996, presenta un'orbita caratterizzata da un semiasse maggiore pari a 3,0556394 UA e da un'eccentricità di 0,2957575, inclinata di 0,56115° rispetto all'eclittica.
L'asteroide è dedicato a Daron L. Nishimoto, astronomo.